# Sylvia Wiegand
Sylvia Margaret Wiegand (Cidade do Cabo, 8 de março de 1945) é uma matemática americana.

## Biografia
Wiegand nasceu na Cidade do Cabo, África do Sul. Ela é filha do matemático Laurence Chisholm Young e, por consequência, neta dos matemáticos Grace Chisholm Young e William Henry Young. Em 1949, a família de Wiegand se mudou para Wisconsin. Em 1966, Sylvia Wiegand concluiu sua graduação na faculdade Bryn Mawr, após três anos de estudos. Em 1971, Wiegand concluiu seu pós-doutoramento pela Universidade de Wisconsin-Madison. Sua dissertação, intitulada Galois Theory of Essential Expansions of Modules and Vanishing Tensor Power, na qual discorreu sobre a teoria de Galois e a potência de tensores.
Em 1987, ela foi nomeada professora titular da Universidade de Nebraska. Na época, Wiegand era a única professora mulher dentro do corpo docente no Departamento de Matemática da Universidade de Nebraska. Em 1988, Sylvia liderou um comitê de recursos humanos a fim de contratar dois novos funcionários para o departamento, e duas mulheres foram contratadas, embora uma delas tenha permanecido na instituição durante apenas um ano. Em 1996, Sylvia e Roger Wiegand, seu marido, fundaram uma bolsa de estudos para alunos de pós-graduação em homenagem aos avós de Sylvia.
De 1997 a 2000, Wiegand foi presidente da Association for Women in Mathematics e membra do conselho de diretores da Canadian Mathematical Society.
Wiegand foi editora dos periódicos científicos Communications in Algebra e Rocky Mountain Journal of Mathematics.

## Prêmios e congratulações
Wiegand foi destacada no livro Notable Women in Mathematics: A Biographical Dictionary, editado por Charlene Morrow e Teri Perl e publicado em 1998. Em 2000, por conta do esforço que ela empenhou em favor de melhorias nas condições de trabalhos das mulheres na área da matemática, ela foi homenageada com o prêmio Contribuição Extraordinária para o Estatuto das Mulheres da Universidade de Nebraska. Em maio de 2005, a Universidade de Nebraska sediou a Conferência de Álgebra Comutativa de Nebraska, a WiegandFest, que foi idealizada "em homenagem às vastas e importantes contribuições de Sylvia e seu marido Roger Wiegand".
Em 2012, Wiegand se associou à Sociedade Americana de Matemática.
Em 2017, ela foi convidada pela Association for Women in Mathematics (AWM) para que ministrasse uma aula inaugural.